# Вечеря Кипріяна
Вечеря Кипріяна (лат. Coena Cypriani) — анонімний пам'ятник «сміхової культури» середньовіччя, створений в 5 — 6 ст., гумористична оповідь про весільний бенкет в Кані Галілейській, на який запрошено персонажів зі Старого і Нового Завіту. Помилково авторство приписувалося Кипріяну Карфагенському.
Починаючи з 9 століття відбулося відродження «Вечері Кипріяна», вона почала мати значний успіх і поширювалася як в первинній редакції, так і в різноманітних інтерпретаціях. До нас дійшли три такі інтерпретації: фульдського абата Рабана Мавра (Rabanus Maurus), диякона Іоана (Johannes Hymmonides) та Ацеліно з Реймза (Azelino di Reims).
Згадується Умберто Еко у славнозвісній книзі «Ім’я Троянди».